# Anselm Ferrer i Bargalló

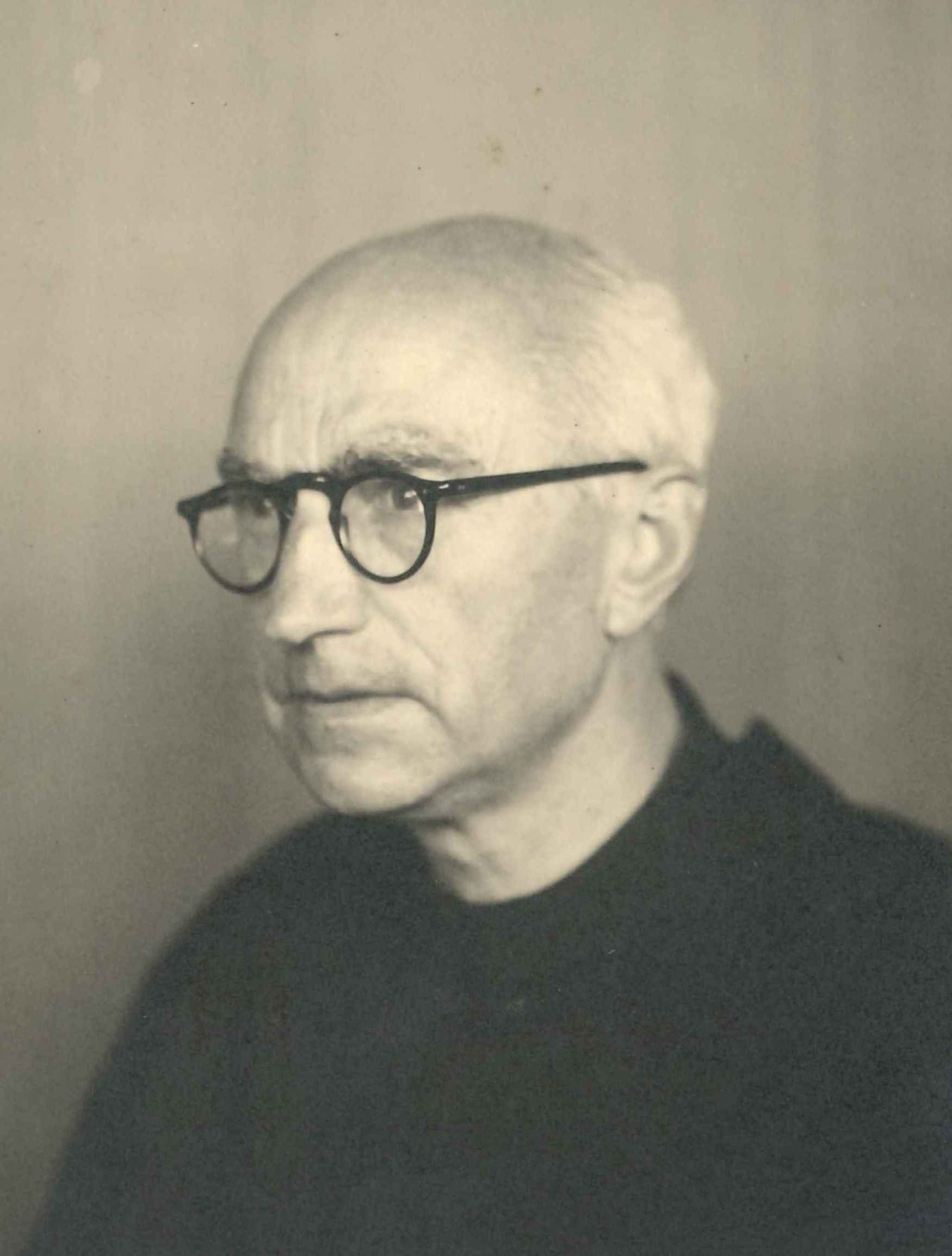
Pater Anselm Ferrer im April 1916

Anselm Ferrer i Bargalló, OSB, mit bürgerlichem Namen Josep Ferrer i Bargalló, (* 16. April 1882 in Capellades; † 26. April 1969 in Kloster Montserrat) war ein katalanischer Organist, Komponist, Musikwissenschaftler und Mönch des Klosters Montserrat.

## Leben und Werk
Anselm Ferrer trat 1892 in die Escola de Montserrat ein und studierte dort unter anderem bei Manuel Guzmán Gesang, Klavier, Violine und Harmonie. 1899 trat er in das Kloster ein und wechselte seinen Vornamen Josep gegen den Ordensnamen Anselm. Von 1907 bis 1911 vertiefte er seine musikalische Ausbildung in Rom und Neapel. 1911 kehrte er nach Montserrat zurück und übernahm bis 1933 die Leitung der Escolania de Montserrat.
Er reformierte das musiktheoretische und auch das Instrumentenstudium. Dabei legte er großen Wert auf Stimmbildung und technisches Wissen zum Instrumentenspiel. Er hatte entscheidenden Anteil am Aufbau einer wissenschaftlichen Musikbibliothek in Montserrat. Das religiöse Repertoire passte er an die Richtlinien von Papst Pius X. an.
Ferrer komponierte zahlreiche religiöse Werke: Unter anderem eine Missa abbatialis (Abtmesse) für vier Stimmen und Orgel, drei Salve Montserratina, ein Tedeum, ein Halleluja, eine Hymne für den Heiligen Benedikt sowie die Lamentationes für sechs Stimmen.
1939 veröffentlichte er in Barcelona den Kern der Neuen Schule von Montserrat.